# Концепция
Концепцията (от латински: conceptio — разбиране за/на системата) e структуриран начин за разбиране, обяснение, тълкуване на даден обект, явление или процес, т.е. основна (отправна) гледна точка към въпроса, съдържаща водещата същностна идея за разкриването на системата.

## Употреба
Терминът „концепция“ се използва за обозначаване на ключова идея, водещ замисъл, конструктивен изначален принцип в: научната, художествена, техническа, политическа, философската и друга дейност. Той означава съвкупността и взаимната свързаност на основната идея със заобикалящата действителност.